# Polca del clarinete
"La polca del clarinete" o "A Hupfata" (en polaco "Polka Dziadek", en estonio "Vanaisa polka" – la polca del abuelo) es una composición musical popular de finales del siglo XIX. Desde 1971 ha sido usado como tema de inicio en Lato z Radiem − un conochido show del Radioprograma polaco I. 
La pieza musical es ejecutada como una polca, como una melodía simple, presentado un prominente y extendido arpeggio. Típicamente es ejecutada en si bemol mayor.
Según la radioestación antes mencionada, la música fue creada en Austria por un compositor llamado A. Hupfat. Otras fuentes afirman que "la polca del clarinete" fue escrita con el nombre de "Dziadunio Polka" por el compositor polaco Karol Namysłowski.